# Reudnitz (Naturschutzgebiet)
Das Naturschutzgebiet Reudnitz liegt im Landkreis Nordsachsen in Sachsen. Es erstreckt sich südwestlich von Bockwitz, einem Ortsteil der Stadt Belgern-Schildau, und nordwestlich und südlich von Reudnitz, einem Ortsteil der Gemeinde Cavertitz. Östlich des Gebietes, in dem 13 Teiche (u. a. Hirsch-, Weiden-, Suhl-, Sau-, August-, Köhler-, Lurch-, Zahl-, Au-, Mühl-, Neuteich und Neuer Teich) liegen, verläuft die S 30.

## Bedeutung
Das etwa 157,5 ha große Gebiet mit der NSG-Nr. L 38 wurde im Jahr 1992 unter Naturschutz gestellt.